# تركي (تونس)
تركي هي قرية محاذية لمدينة قرمبالية. نشأت هذه القرية من قبل استقلال تونس عن فرنسا. ويوجد بها مدرسة ابتدائية اسست في أوائل القرن العشرين.

## الموقع الجغرافي
تقع قرية تركي جنوب مدينة قرمبالية وهي تابعة لمعتمديتها.

## التنقل
تحتوي قرية تركي على مفترق طرقات هام حيث يتفرع الطريق الوطني رقم 1 إلى طريق مؤدي إلى مدينة نابل وأخر إلى الجنوب التونسي وصولا إلى ليبيا.

يقع في القرية محطة للحافلات تمر بها أكثر من 50 حافلة يوميا. كما بالقرية محطة قطار يمر بها العديد من القطارات لكن القليل يتوقف بها.

## روابط ذات صلة
فلم قصير حول قرية تركي على يوتيوب
1. ↑  "المناطق الترابية (العمادات) حسب الولايات والمعتمديات". اطلع عليه بتاريخ 2024-11-30.